# Église San Rocco alla Riviera di Chiaia

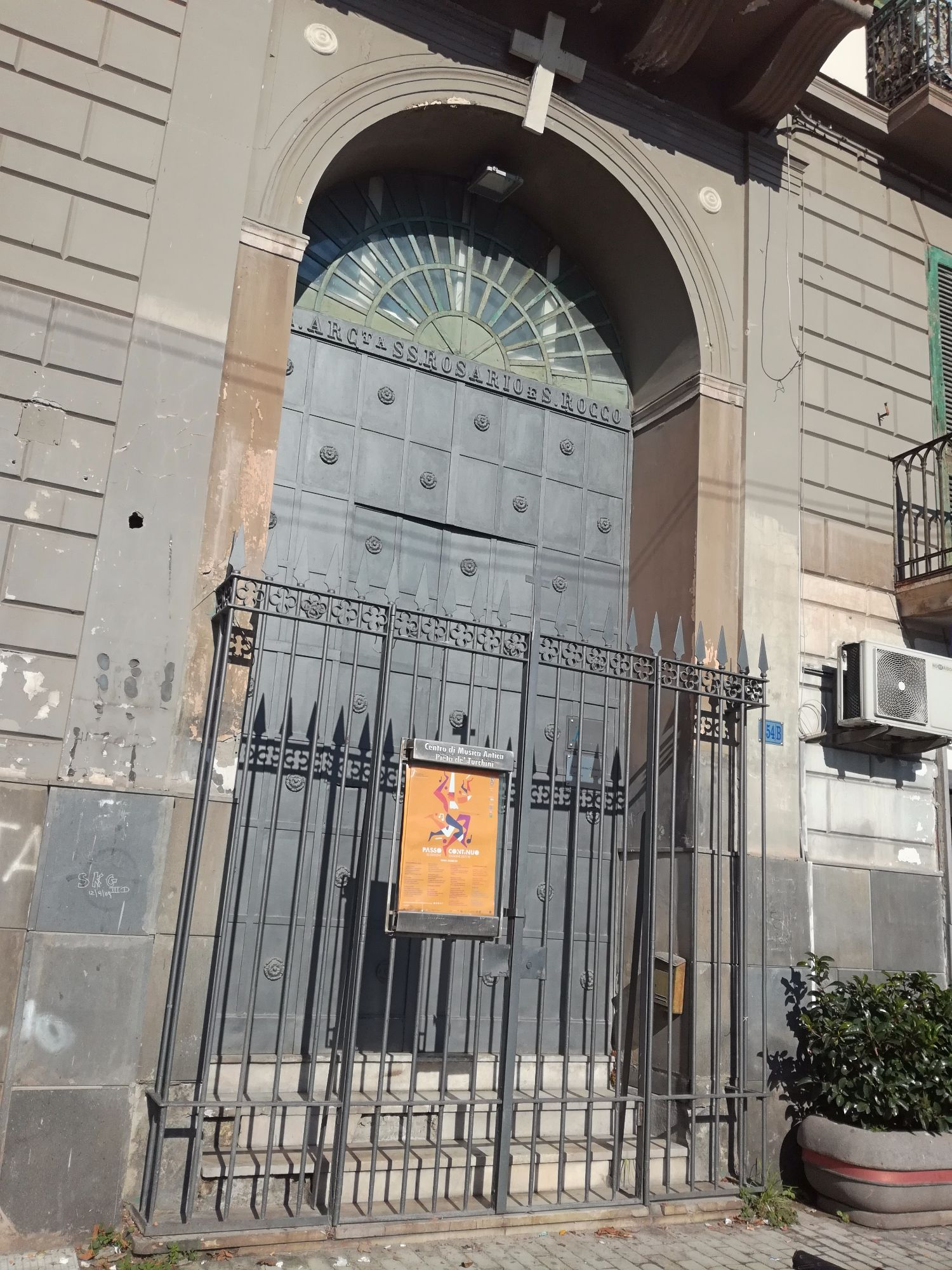
L'église est au rez-de-chaussée du bâtiment.

L'église San Rocco alla Riviera di Chiaia est une église du centre historique de Naples dédiée à saint Roch. Elle donne sur la Riviera di Chiaia.

## Histoire et description
Une première église est fondée par les religieuses de Saint-Sébastien après la grande peste de 1656. Elles ont une certaine importance, puisqu'elles obtiennent le droit de pêche afin de subvenir à leurs besoins. 
Par la suite, l'église est affectée aux dominicains. En 1839, le roi Ferdinand Ier des Deux-Siciles la confie à la congrégation laïque du Rosaire qui la fait réaménager en 1858.

## Description
L'église est de petites dimensions et encastrée dans un haut immeuble d'habitation, plus récent. Il est certain que l'église était déjà englobée dans un édifice auparavant. Son portail en plein cintre est surmonté d'un balcon.

## Source de la traduction
- (it) Cet article est partiellement ou en totalité issu de l’article de Wikipédia en italien intitulé « Chiesa di San Rocco alla Riviera di Chiaia » (voir la liste des auteurs).